# Frauen aus der Wiener Vorstadt
Frauen aus der Wiener Vorstadt ist ein rund zweistündiges österreichisches Stummfilmdrama aus dem Jahre 1925 von Heinz Hanus mit Carmen Cartellieri in der weiblichen Hauptrolle. Der Geschichte basiert auf dem Tatsachenbuch Der Fall Pruscha von Hans Margulies.

## Handlung
Ein Puppenspieler namens Zolz ist in einem Irrenhaus eingesperrt. Ein anonymer Spender zahlt für ihn die Verpflegungskosten. Da man Zolz nicht länger für gefährlich hält, wird er eines Tages in die Freiheit entlassen. Am Tag seiner Entlassung erscheint eine Dame in der Nervenheilanstalt. Als sie erfährt, dass Zolz bereits auf freien Fuß gesetzt wurde, eilt sie entsetzt davon. Gabriela Salamonte, so ihr Name, kehrt in ihren Salon zurück, wo kurz darauf auch Zolz auftaucht. Offenbar, so stellt sich heraus, war Zolz einst ihr Geliebter und hatte sie als Tänzerin groß herausgestellt. Die Unbekannte fürchtet nun seine Rache, denn damals, als sie seiner überdrüssig wurde, hatte sie dafür gesorgt, dass Zolz als Geisteskranker weggesperrt wurde. Doch der Puppenspieler scheint sie nicht zu bedrohen. Er hat viel Größeres vor. So wie er seine Marionetten an unsichtbaren Fäden hin und her bewegt, plant Zolz auch Menschen manipulieren zu wollen, die nach seinem Willen agieren sollen. Er beginnt Schicksal im Leben des Studenten Otto Logge und der beiden alten Damen Creszenzia Brechtel und Franziska Lucka zu spielen. 
Otto erhält durch ihn den Wohnungsschlüssel zu Frau Brechtels Wohnung, die bald eine Mutterrolle bei dem jungen Mann annimmt. Franziska Lucka sieht dies mit Argwohn, hat sie sich doch in den Studiosus verliebt. Bald findet man die alte Brechtel tot im Bett. Eine Mordtat wird festgestellt und sowohl Otto als auch die alte Lucka werden wegen Mordverdachts verhaftet. Es kommt zu einem Aufsehen erregenden Prozess, bei dem Otto Logge freigesprochen wird, während man Franziska Lucka zu 15 Jahren schwerem Kerker verurteilt. Welche Rolle Gabriela, die einst ein Verhältnis mit Otto hatte, spielt, bleibt unklar. Sie entschwindet in dieser Geschichte mit einem Dampfer. Zolz aber verarbeitet dieses Morddrama zu einer Geschichte für sein Puppentheater, in dem die Lucka als Puppe in einen auf seiner Bühne befindlichen Kerker gesetzt wird. Er beschließt seine Darbietung mit den Worten: „Du wirst frei werden, wenn sich deine Unschuld herausgestellt haben wird.“

## Produktionsnotizen
Der Film Frauen aus der Wiener Vorstadt, der auch unter dem Titel 15 Jahre schwerer Kerker vermarktet wurde, erlebte am 14. August 1925 in Wien seine Uraufführung. Der Siebenakter war in etwa 3000 Meter lang.
Die Filmbauten entwarfen Stefan Wessely und Hans Rouc.

## Wissenswertes
Die Geschichte orientiert sich an dem sensationellen Mordprozess gegen Franziska Pruscha, der im selben Jahr (1925) die Wiener Öffentlichkeit erregte und im Oktober 1925 mit einem überraschenden Freispruch der Angeklagten endete.

## Kritiken
Das Kino-Journal widmete dem Film einen längeren Artikel. Hier heißt es: „Wohl hat der Fall Pruscha Veranlassung, Anregung und Hintergrund geboten, aber was der Film in seiner glänzenden Gestaltung, Regieführung und Bildhaftigkeit bietet, ist viel mehr als der interessanteste Prozeß sein könnte. Nicht über das ‚Schuldig‘ oder ‚Nichtschuldig‘ maßt er sich ein endgültiges Urteil an… […] Vielmehr rückt er in geistvoller Weise das ganze Problem in das Gebiet des Schicksals, weist auf eine höhere Macht hin, die die Menschen gleich armseligen willenlosen Geschöpfen in des höchsten Puppenspielers Hand, durch Gefühle, Triebe, Leidenschaften, Handlungen begehen läßt, von denen ein richtiges Verantwortlichkeitsgefühl nichts weiß.“
In der Arbeiter Zeitung war zu lesen: Man „versuchte den Film über das Niveau der Sensationsfilme hervorzuheben, in dem er den Prozeßtatsachen gewissermaßen eine lebensphilosophische Grundlage gab, die allerdings nicht sehr glücklich ausfiel. […] Regisseur Heinz Hanus hat sich redliche Mühe gegeben, dem Film, der mit verhältnismäßig geringen Mitteln hergestellt wurde, ein annehmbares Gepräge zu verleihen. Bis auf einige kleine Fehler ist der Film auch regietechnisch gut gelungen, die Photographie besonders reicht an die besseren Leistungen der Amerikaner heran. Von den Darstellern sind Wolf Kersten und Carmen Cartellieri die besten.“